# Janez Bosko
Janez Bosko (rojen kot Giovanni Melchiorre Bosco), italijanski rimskokatoliški duhovnik, pisatelj, vzgojitelj in svetnik, * 16. avgust 1815, Becchi (Piemont, Italija), † 31. januar 1888, Torino.

## Življenjepis
»Don Bosko« - rojen kot Giovanni Bosco, se je rodil 16. avgusta 1815 v vasici Becchi blizu Torina v Piemontu, ki se sedaj po svetniku imenuje Colle don Bosco. Njegov oče Franc (Francesco) se je drugič poročil, ker mu je prva žena po rojstvu sina Antona kmalu umrla. Marjeta (Margherita) Occhiena mu je rodila sina Janeza in Jožefa. Ko je bil Janez star poldrugo leto, mu je oče umrl za pljučnico, mati pa je z odločnostjo, pridnim delom in globoko vero skrbela za družino. Nikoli se ni več poročila, pozneje je zapustila kmetijo in šla pomagat sinu in njegovim sinovom v Valdoko (Valdocco) v Torinu, kjer je kuhala, prala in šivala. Zanjo se je začel postopek za beatifikacijo.
Zaradi revščine in neprilik s polbratom je moral mladi Janez od doma. Tam si je z velikimi napori in odpovedmi, iznajdljivostjo in pridnim delom priskrbel sredstva, da je lahko postal duhovnik. Že kot deček je zbiral mladino in jih učil verskih resnic. Svoje nauke je popestril s pesmijo, igranjem in rokohitrskimi spretnostmi. Leta 1841 je bil posvečen v duhovnika in od tedaj se je posvetil izključno vzgoji zapuščene mladine v Torinu.
Sad njegove vzgoje je več vzornih fantov, ki so mladi umrli. Med njimi je najbolj znan Dominik Savio. Mnogo njegovih gojencem pa so postale ugledne osebnosti v cerkvenem in javnem življenju.
Že leta 1846 je ustanovil prvi oratorij sv. Frančiška Saleškega, leta 1859 pa kongregacijo ali družbo don Boskovih salezijancev, pozneje pa še redovno družbo hčera Marije Pomočnice v sodelovanju z Marijo Dominiko Mazzarello, ki je postala njena prva vrhovna predstojnica in je tudi razglašena za svetnico. Sestre so skrbele in to delajo še danes, predvsem za vzgojo revne in zapuščene ženske mladine. Osrednja naloga salezijancev je bila vzgoja revne, zapuščene in ogrožene (in tudi druge) mladine. Bil je tudi nadarjen pisatelj. Veliko dobrega je napravil s svojim katoliškim berivom Letture Cattoliche. Nekaj podobnega so v Sloveniji rakovniške Knjižice. 

## Smrt in spomin
Umrl je 31. januarja 1888 v Torinu. 

### Posvečenje
Papež Pij XI. ga je razglasil za svetnika na Veliko noč, ob sklepu izrednega Svetega leta v Rimu 1. aprila 1934.

### Upodobitve
Svetega Janeza Boska kažejo slike v duhovniškem oblačilu, obkroženega z mladino. Na Slovenskem so ga med drugimi upodabljali Božidar Jakac (slika v Ljubljani), Stane Kregar (slika v Zagrebu), Trupej (slika na Rakovniku in v Splitu) ter Tomaž Perko. Več uspelih slik je narisal salezijanski sobrat Ciril Jerič (po Sloveniji, v Srbiji v Beogradu na Karaburmi, v Črni gori v Podgorici in drugod).

### Salezijanciv naših krajih
Don Bosko je zavetnik mladine, mladinskih dušnih pastirjev ter katoliških založb. V Slovenijo so prišli salezijanci 23. novembra leta 1901 in ustanovili postojanko na Rakovniku v Ljubljani. 
Na Rakovniku v Ljubljani je tudi sedež ljubljanske (slovenske) inšpektorije. Sedaj delujejo salezijanci iz ljubljanske inšpektorije v Sloveniji, zamejstvu, diaspori in misijonih. Na področju bivše Jugoslavije so delovali in deloma še delujejo don Boskovi salezijanci v Srbiji v Vojvodini, na Kosovu in v Črni gori.
Na Hrvaškem, kjer imajo svojo lastno inšpektorijo oziroma provinco (1972), upravljajo tudi postojanko Žepče v Bosni. 

#### Don Bosko in njegovo delo v književnosti
Njihovo uspešno delo za ubogo in zapuščeno mladino je opisal priljubljeni mladinski pisatelj Fran Milčinski v knjigi Ptički brez gnezda . Zgodba se godi v Ljubljani, na podeželju, v Trstu, konča pa na Reki in v salezijanskem zavodu, kjer ptički brez gnezda najdejo svoje gnezdo. 

### Izvirni don Boskovi spisi
(italijansko)
- 1844: Cenni storici sulla vita del chierico Luigi Comollo, Biografia, Opere Edite, Ed. LAS (Libreria Ateneo Salesiano), I,1
- 1845: Il divoto dell'Angelo Custode, Novena, OE I,2
- 1845: Storia Ecclesiastica, Storia, OE I,3
- 1846: Giordano Felice, Cenni istruttivi di perfezione, Biografia, OE II,1
- 1846: Esercizio di divozione alla misericordia di Dio, Devozionario, OE II,2
- 1847: Il giovane provveduto, Educazione alla fede, OE II,3
- 1847: Storia Sacra ad uso delle scuole utile ad ogni stato di persone / arricchita di analoghe incisioni, I ed. Torino, Speirani e Ferrero; ora: Storia Sacra - in: Storia, OE III,1
- 1848: Il Cristiano guidato alla virtù ed alla civiltà, Catechismo, OE III,2
- 1848: L'Amico della Gioventù, Articoli, OE XXXVIII, 3
- 1849: Il Sistema metrico decimale, Sistema metrico, OE IV,1
- 1849: L'Armonia (1849-1863), Articoli, OE XXXVIII, 1
- 1850: Società di mutuo soccorso, Regolamento, OE IV,2
- 1850: Breve ragguaglio della festa fattasi nel distribuire il regalo di Pio IX, Papa, OE IV,3
- 1850: La Chiesa cattolica-apostolica-romana, Chiesa, OE IV,4
- 1852: Catalogo degli oggetti offerti per la Lotteria, Lotteria, OE IV,5
- 1853: Avvisi ai Cattolici, Catechismo, OE IV,6
- 1853: Il Cattolico istruito nella sua religione, Catechismo, OE IV,7
- 1853: Notizie storiche intorno al miracolo del SS. Sacramento, Racconto, OE V,1
- 1853: Fatti contemporanei, Racconto, OE V,2
- 1853: Dramma. Una disputa tra un avvocato e un ministro protestante, Dramma, OE V,3
- 1853: Vita di Santa Zita e di Sant'Isidoro, Agiografia, OE V,4
- 1853: Vita infelice di un novello apostata, Racconto, OE V,5
- 1853: Il Galantuomo pel 1854, Almanacco, OE V,6
- 1854: Il Giubileo, Giubileo, OE V,10
- 1854: Catechismo cattolico sulle rivoluzioni, Catechismo, OE V,7
- 1854: Conversione di una valdese, Racconto, OE V,8
- 1854: Raccolta di curiosi avvenimenti contemporanei, Racconto, OE V,9
- 1854: Il Galantuomo pel 1855, Almanacco, OE VI,1
- 1854: Ai Contadini, Galateo, OE VI,2
- 1855: Maniera facile per imparare la Storia Sacra, Storia, OE VI,3
- 1855: Conversazioni tra un avvocato e un curato di campagna, Catechismo, OE VI,4
- 1855: La forza della buona educazione, Racconto, OE VI,5
- 1855: Vita di San Martino vescovo di Tours, Agiografia, OE VI,6
- 1855: Il Galantuomo pel 1856, Almanacco, OE VI,7
- 1855: La Storia d'Italia, Storia, OE VII,1
- 1856: La chiave del Paradiso, Educazione alla fede, OE VIII,2
- 1856: Vita di S. Pancrazio martire, Agiografia, OE VIII,3
- 1856: Vita di San Pietro, principe degli Apostoli e primo Papa dopo Gesù Cristo, OE VIII,4
- 1856: Il Galantuomo pel 1857, Almanacco, OE VIII,5
- 1856: Avvisi alle figlie cristiane, Educazione alla fede, OE VIII,6
- 1857: Catalogo degli oggetti posti in lotteria, Lotteria, OE IX,1
- 1857: Due conferenze intorno al Purgatorio, Catechismo, OE IX,2
- 1857: Vita di S. Paolo apostolo, Agiografia, OE IX,3
- 1857: Vita de' Sommi Pontefici S. Lino, S. Cleto, S. Clemente Papa, Papa, OE IX,4
- 1857: Vita de' Sommi Pontefici S. Anacleto, S. Evaristo, S. Alessandro I Papa, Papa, OE IX,5
- 1857: Vita de' Sommi Pontefici S. Sisto, S. Telesforo, S. Igino, S. Pio I Papa, Papa, OE X,1
- 1857: Vita di S. Policarpo, Agiografia, OE X,2
- 1857: Il Galantuomo pel 1858, Almanacco, OE X,3
- 1858: Vita de' Sommi Pontefici S. Aniceto, S. Sotero, S. Eleutero, S. Vittore e S. Zefirino, Papa, OE X,4
- 1858: Il mese di maggio consacrato a Maria SS. Immacolata, Maria, OE X,5
- 1858: Porta teco cristiano, Educazione alla fede, OE XI,1
- 1858: Vita del Sommo Pontefice S. Callisto I Papa, Papa, OE XI,2
- 1858: Il Galantuomo pel 1859, Almanacco, OE XI,3
- 1859: Vita del giovanetto Savio Domenico, OE XI,4
- 1859: Vita del Sommo Pontefice S. Urbano I Papa, Papa, OE XI,5
- 1859: Vita dei Sommi Pontefici S. Ponziano, S. Antero e S. Fabiano Papa, Papa, OE XI,6
- 1859: La persecuzione di Decio e il pontificato di San Cornelio I Papa, OE XII,1
- 1859: Il Galantuomo pel 1860, Almanacco, OE XII,2
- 1860: Frassinetti Giuseppe, Industrie spirituali, Educazione alla fede, OE XII,3
- 1860: Vita e martirio de' Sommi Pontefici San Lucio I e S. Stefano I Papa, Papa, OE XII,4
- 1860: Il pontificato di San Sisto II e le glorie di San Lorenzo martire, Papa, OE XII,5
- 1860: Biografia del sacerdote Giuseppe Cafasso, Biografia, OE XII,6
- 1860: Il Galantuomo pel 1861, Almanacco, OE XII,7
- 1860: Angelina o la buona fanciulla, Educazione alla fede, OE XIII,1
- 1861: Esempi edificanti, Racconto, OE XIII,2
- 1861: Una famiglia di martiri, Agiografia, OE XIII,3
- 1861: Cenno biografico sul giovanetto Magone Michele, Biografia, OE XIII,4
- 1861: Il pontificato di S. Dionigi Papa, Papa, OE XIII,5
- 1861: Il Galantuomo pel 1862, Almanacco, OE XIII,6
- 1862: Il pontificato di S. Felice primo e di S. Eutichiano Papi e Martiri, Papa, OE XIII,7
- 1862: Una preziosa parola ai figli ed alle figlie, Educazione alla fede, OE XIII,8
- 1862: Cenni storici intorno alla vita della B. Caterina De-Mattei da Racconigi, Agiografia, OE XIV,1
- 1862: Elenco degli oggetti graziosamente donati a beneficio degli Oratorii, Lotteria, OE XIV,2
- 1862: Novella amena di un vecchio soldato di Napoleone I, Racconto, OE XIV,3
- 1862: Le due orfanelle, Educazione alla fede, OE XIV,4
- 1862: Germano l'ebanista, Educazione alla fede, OE XIV,5
- 1862: Specchio della dottrina cristiana cattolica, Catechismo, OE XIV,6
- 1863: Il giovane provveduto [nuova edizione], Educazione alla fede, OE XIV,7
- 1863: Il pontificato di S. Caio Papa e Martire, Papa, OE XIV,8
- 1864: Il pontificato di S. Marcellino e di S. Marcello Papi e Martiri, Papa, OE XV,1
- 1864: Episodi ameni e contemporanei, Racconto, OE XV,2
- 1864: Il cercatore della fortuna, Varietà, OE XV,3
- 1864: Il pastorello delle Alpi ovvero vita del giovane Besucco Francesco, Biografia, OE XV,4
- 1864: Il Galantuomo pel 1865, Almanacco, OE XV,5
- 1864: L'Unità Cattolica (1864-1888), Articoli, OE XXXVIII,2
- 1865: La casa della fortuna, Dramma, OE XVI,1
- 1865: Dialoghi intorno all'istituzione del Giubileo, Giubileo, OE XVI,2
- 1865: La pace della Chiesa ossia il Pontificato di S. Eusebio e S. Melchiade, Papa, OE XVI,3
- 1865: Lotteria d'oggetti, Lotteria, OE XVI,4
- 1865: Boccalandro Pietro, Storia dell'inquisizione, Storia, OE XVI,5
- 1865: Vita della Beata Maria degli Angeli, Agiografia, OE XVI,6
- 1865: Il Galantuomo pel 1866, Almanacco, OE XVI,7
- 1866: Elenco degli oggetti graziosamente donati a beneficio degli Oratorii, Lotteria, OE XVII,1
- 1866: Card. Wiseman, La perla nascosta, Dramma, OE XVII,2
- 1866: Marchale Vittorio, Una parola da amico all'esercito, Racconto, OE XVII,3
- 1866: Metti Giulio, Daniele e i tre suoi compagni, Dramma, OE XVII,4
- 1866: Valentino o la vocazione impedita, Vocazione, OE XVII,5
- 1866: Chi è D. Ambrogio?! Dialogo tra un barbiere ed un teologo, Racconto, OE XVII,6
- 1866: Pratiche devote per l'adorazione del SS. Sacramento, Devozionario, OE XVII,7
- 1867: Vita di S. Giuseppe, Agiografia, OE XVII,8
- 1867: Novelle e racconti, Racconto, OE XVII,9
- 1867: Il Centenario di S. Pietro Apostolo, Papa, OE XVIII,1
- 1867: Vita di San Pietro, Papa, OE XVIII,2
- 1867: Societas Sancti Francisci Salesii, Società Salesiana, OE XVIII,3
- 1867: Lettera del Sacerdote D. Giovanni Bosco al P. Alessandro Checcucci, Lettera, OE XVIII,4
- 1867: Il Galantuomo pel 1868, Almanacco, OE XVIII,5
- 1868: Il cattolico provveduto per le pratiche di pietà, Catechismo, OE XIX,1
- 1868: I Papi da S. Pietro a Pio IX, Papa, OE XVIII,6
- 1868: Notizie storiche intorno al Santuario di nostra Signora della Pieve in vicinanza di Ponzone, Storia, OE XVIII,7
- 1868: Notitia brevis Societatis Sancti Francisci Salesii, Società Salesiana, OE XVIII,8
- 1868: Severino, Racconto, OE XX,1
- 1868: Maraviglie della Madre di Dio, Maria, OE XX,2
- 1868: Vita di S. Giovanni Battista, Agiografia, OE XX,3
- 1868: Bonetti Giovanni, Vita del giovane Saccardi Ernesto, Biografia, OE XX,4
- 1868: Rimembranza di una solennità in onore di Maria Ausiliatrice, Maria, OE XXI,1
- 1868: Il Galantuomo pel 1869, Almanacco, OE XXI,2
- 1869: La Chiesa Cattolica e la sua gerarchia, Chiesa, OE XXI,3
- 1869: Associazione de' divoti di Maria Ausiliatrice, Maria, OE XXI,4
- 1869: I Concili generali e la Chiesa Cattolica, Chiesa, OE XXII,1
- 1869: Angelina o l'orfanella degli Appennini, Educazione alla fede, OE XXII,2
- 1869: Il Galantuomo pel 1870, Almanacco, OE XXII,3
- 1870: Nove giorni consacrati all'Augusta Madre del Salvatore sotto al titolo di Maria Ausiliatrice, Maria, OE XXII,4
- 1870: Lemoyne G. B., Biografia del giovane Mazzarello Giuseppe, Biografia, OE XXII,5
- 1870: Il Galantuomo pel 1871, Almanacco, OE XXII,6
- 1871: Apparizione della Beata Vergine sulla montagna di La Salette, Maria, OE XXII,7
- 1871: Corona dei sette dolori di Maria, Maria, OE XXIII,1
- 1871: Fatti ameni della vita di Pio IX, Papa, OE XXIII,2
- 1871: Storia Ecclesiastica [quarta edizione migliorata], Storia, OE XXIV,1
- 1871: Il Galantuomo pel 1872, Almanacco, OE XXIV,2
- 1872: Società di S. Francesco di Sales. Anno 1872, Società Salesiana, OE XXIV,3
- 1872: Fondamenti della Cattolica Religione, Catechismo, OE XXIV,4
- 1872: Il Galantuomo pel 1873, Almanacco, OE XXV,1
- 1873: Vita di S. Pancrazio [quarta edizione], Agiografia, OE XXV,2
- 1873: Regulae Societatis S. Francisci Salesii, Costituzioni, OE XXV,3
- 1873: Le maraviglie della Madonna di Lourdes - (Ai benemeriti nostri corrispondenti e lettori), Maria, OE XXV,4
- 1873: Societas S. Francisci Salesii. De Societate S. Francisci Salesii brevis notitia, Società Salesiana, OE XXV,7
- 1874: Regulae Societatis S. Francisci Salesii (Typis de Propaganda Fide, I), Costituzioni, OE XXV,10
- 1874: Regulae Societatis S. Francisci Salesii (Typis de Propaganda Fide, II), Costituzioni, OE XXV,11
- 1874: Congregazione particolare dei Vescovi e Regolari, sopra l'approvazione delle Costituzioni della Società Salesiana (marzo 1874), Società Salesiana, OE XXV,12
- 1874: Sagra Congregazione de' Vescovi e Regolari, Consultazione per una Congregazione particolare (marzo 1874), Società Salesiana, OE XXV,13
- 1874: Unione cristiana, Regolamento, OE XXV,14
- 1874: Regulae seu Constitutiones Societatis S. Francisci Salesii juxta approbationis decretum die 3 aprilis 1874 (Augustae Taurinorum 1874), Costituzioni, OE XXV,15
- 1874: Società di S. Francesco di Sales. Anno 1874, Società Salesiana, OE XXV,16
- 1874: Il Galantuomo pel 1875, Almanacco, OE XXV,17
- 1874: Belasio Antonio Maria, Della vera scuola per ravviare la società, Scuola, OE XXV,5
- 1874: Il Galantuomo pel 1874, Almanacco, OE XXV,6
- 1874: Massimino, Racconto, OE XXV,8
- 1874: Cenno istorico sulla Congregazione di S. Francesco di Sales, Società Salesiana' OE XXV,9
- 1875: Associazione di opere buone (Unione cristiana), Regolamento, OE XXV,18
- 1875: Il giovane provveduto (quarantesima seconda edizione), Educazione alla fede, OE XXVI,1
- 1875: Il Giubileo del 1875, Giubileo, OE XXVI,2
- 1875: Maria Ausiliatrice col racconto di alcune grazie, Maria, OE XXVI,3
- 1875: Opera di Maria Ausiliatrice per le vocazioni allo stato ecclesiastico, Vocazioni, OE XXVII,1
- 1875: Regole o Costituzioni della Società di S. Francesco di Sales secondo il decreto di approvazione del 3 aprile 1874, Costituzioni, OE XXVII,2
- 1875: Sagra Congregazione de' Vescovi e Regolari, Consultazione per la Congregazione speciale, Società Salesiana, OE XXVII,3
- 1875: Il Galantuomo pel 1876, Almanacco, OE XXVII,4
- 1875: Ioannis Tamietti, Sancti Hieronymi De Viris illustribus, Agiografia, OE XXVII,5
- 1876: Brevi biografie dei confratelli salesiani, Necrologio, OE XXVII,6
- 1876: Storia Sacra (edizione decima), Storia, OE XXVII,7
- 1876: Il cercatore della fortuna (seconda edizione), Varietà, OE XXVII,8
- 1876: Il cristiano guidato alla virtù ed alla civiltà (edizione seconda), Catechismo, OE XXVIII,1
- 1876: Cooperatori Salesiani ossia un modo pratico per giovare al buon costume ed alla civile società, Cooperatori, OE XXVIII,2
- 1876: Chiala Cesare, Da Torino alla Repubblica Argentina. Lettere dei missionari salesiani, Missioni, OE XXVIII,3
- 1876: Il Galantuomo pel 1877, Almanacco, OE XXVIII,4
- 1877: Opera di Maria Ausiliatrice per le vocazioni allo stato ecclesiastico, Vocazioni, OE XXIX,1
- 1877: Regolamento dell'Oratorio di S. Francesco di Sales per gli esterni, Regolamento, OE XXIX,2
- 1877: Regolamento per le case della Società di S. Francesco di Sales, Regolamento, OE XXIX,3
- 1877: Regole o Costituzioni della Società di S. Francesco di Sales secondo il decreto di approvazione del 3 aprile 1874, Costituzioni, OE XXIX,4
- 1877: Bareris Giulio, La Repubblica Argentina e la Patagonia. Lettere dei Missionari Salesiani, Missioni, OE XXIX,5
- 1877: Il Galantuomo pel 1878, Almanacco, OE XXIX,6
- 1877: Società di S. Francesco di Sales. Anno 1877, Società Salesiana, OE XXIX,7
- 1877: Capitolo Generale della Congregazione Salesiana da convocarsi in Lanzo nel prossimo settembre 1877, Società Salesiana, OE XXVIII,5
- 1877: Cooperatori Salesiani ossia un modo pratico per giovare al buon costume ed alla civile società, Cooperatori, OE XXVIII,6
- 1877: Inaugurazione del Patronato di S. Pietro in Nizza a mare, Avvenimento, OE XXVIII,7
- 1877: La nuvoletta del Carmelo, Maria, OE XXVIII,8
- 1878: Deliberazioni del Capitolo Generale della Pia Società Salesiana tenuto in Lanzo-Torinese nel settembre 1877, Società Salesiana, OE XXIX,8
- 1878: Il più bel fiore del Collegio Apostolico ossia la elezione di Leone XIII, Papa, OE XXX,1
- 1878: Regole o Costituzioni per l'Istituto delle Figlie di Maria SS. Ausiliatrice, Costituzioni, OE XXX,2
- 1878: Società di S. Francesco di Sales. Anno 1878, Società Salesiana, OE XXX,3
- 1878: Arrigotti Francesco, Notizie storiche sul convento e sul Santuario di Santa Maria delle Grazie presso Nizza Monferrato, Storia, OE XXX,4
- 1878: Il Galantuomo pel 1879, Almanacco, OE XXX,5
- 1878: Lotteria di doni diversi a favore dei poveri giovanetti dell'Ospizio di S. Vincenzo de' Paoli in S. Pier d'Arena, Lotteria, OE XXX,6
- 1879: Le scuole di beneficenza dell'Oratorio di S. Francesco di Sales in Torino, Società Salesiana, OE XXX,7
- 1879: Società di S. Francesco di Sales. Anno 1879, Società Salesiana, OE XXXI,1
- 1879: Il Galantuomo pel 1880, Almanacco, OE XXXI,2
- 1879: Lemoyne G. Batt., L'arca dell'alleanza, Maria, OE XXXI,3
- 1879: Esposizione alla S. Sede dello stato morale e materiale della Pia Società di S. Francesco di Sales, Società Salesiana, OE XXXI,4
- 1879: L'Oratorio di S. Francesco di Sales, Società Salesiana, OE XXXI,5
- 1879: Scelta di laudi sacre ad uso delle Missioni, Lodi, OE XXXI,6
- 1880: Letture amene ed edificanti ossia biografie salesiane, Biografia, OE XXXI,7
- 1880: Società di S. Francesco di Sales. Anno 1880, Società Salesiana, OE XXXI,8
- 1880: Il Galantuomo pel 1881, Almanacco, OE XXXI,9
- 1881: Breve notizia sullo scopo della Pia Società Salesiana, Società Salesiana, OE XXXII,1
- 1881: Biografie. Confratelli chiamati da Dio alla vita eterna nell'anno 1880, Necrologio, OE XXXII,2
- 1881: Eccellentissimo Consigliere di Stato, Lettera, OE XXXII,3
- 1881: Esposizione del sacerdote Giovanni Bosco agli eminentissimi Cardinali della Sacra Congregazione del Concilio, Società Salesiana, OE XXXII,4
- 1881: Favori e grazie spirituali concessi dalla Santa Sede alla Pia Società, Società Salesiana, OE XXXII,5
- 1881: L'aritmetica ed il sistema metrico (settima edizione), Sistema metrico, OE XXXII,6
- 1881: Arpa cattolica o raccolta di laudi sacre in onore dei santi e delle sante, Lodi, OE XXXII,8
- 1881: Arpa cattolica o raccolta di laudi sacre in onore di Gesù Cristo, di Maria Santissima e dei santi, Lodi, OE XXXII,9
- 1882: Biografie 1881, Necrologio, OE XXXII,10
- 1882: Biographie du jeune Louis Fleury Antoine Colle, Biografia, OE XXXII,11
- 1882: Arpa cattolica o raccolta di laudi sacre sulla passione sulle feste principali e sui novissimi, Lodi, OE XXXII,7
- 1882: Deliberazioni del secondo Capitolo Generale della Pia Società Salesiana, Società Salesiana, OE XXXIII,1
- 1882: Il Galantuomo pel 1883, Almanacco, OE XXXIII,2
- 1883: Biografie dei Salesiani defunti nel 1882, Necrologio, OE XXXIII,3
- 1883: La figlia cristiana provveduta (quarta edizione), Educazione alla fede, OE XXXIII,4
- 1883: Il cattolico nel secolo [terza edizione], Catechismo, OE XXXIV,1
- 1883: Il Galantuomo pel 1884, Almanacco, OE XXXIV,2
- 1884: Cenni sulla vita del giovane Luigi Comollo [seconda edizione], Biografia, OE XXXV,1
- 1884: Il Galantuomo pel 1885, Almanacco, OE XXXV,2
- 1885: Il giovane provveduto (101ª edizione), Educazione alla fede, OE XXXV,3
- 1885: Breve notizia sullo scopo della Pia Società Salesiana, Società Salesiana, OE XXXVI,1
- 1885: Biografie dei Salesiani defunti negli anni 1883 e 1884, Necrologio, OE XXXVI,2
- 1886: Il Galantuomo pel 1886, Almanacco, OE XXXVI,3
- 1887: Deliberazioni del secondo Capitolo Generale delle Figlie di Maria SS. Ausiliatrice, Società Salesiana, OE XXXVI,4
- 1887: Deliberazioni del terzo e quarto Capitolo Generale della Pia Società Salesiana, Società Salesiana, OE XXXVI,5
- 1887: La Storia d'Italia (18ª edizione), Storia, OE XXXVII,1
- 1888: Elenchus privilegiorum, Società Salesiana, OE XXXVII,2

### Don Boskove knjige in knjige o don Bosku v novejšem času
(slovensko)
- Janez Krstnik Lemoyne: Biografski spomini sv. Janeza Boska. Salve, Ljubljana 2012-2013. (italijanski izvirnik: Memorie biografiche di Don Giovanni Bosco; 19 zvezkov. V slovenščini doslej izšlo 5 zvezkov).
- Janez Lemoyne: Življenje svetega Janeza Boska, ustanovitelja salezijancev, hčera Marije pomočnice in zveze salezijanskih sotrudnikov. Poslovenil Tone Vode. Salezijanska tiskarna, Ljubljana-Rakovnik 1934.
- Teresio Bosco: Don Bosko. Knjižice, Ljubljana-Rakovnik 1988.
- Morand Wirth: Don Bosko in salezijanci; stopetdeset let zgodovine; 1. in 2. del. Prevedel Anton Logar. Salezijanci, Ljubljana-Rakovnik 1973.
- Wilhelm Hünermann: Prijatelj mladih. Življenje sv. Janeza Boska. Katehetski center, Ljubljana 1987.
- E. Bianco, C. de Ambrogio: Ukradli ste mi srce. Življenje Janeza Bosca. Žepna knjižnica Ognjišča 12. Ognjišče, Koper 1974.
- Janez Bosko: Spomini. Preventivni sistem pri vzgoji mladine, opisan v osebnem življenjepisu. Salve, Ljubljana 1996.

(italijansko)
- Giovanni Bosco: Memorie dell'oratorio di S. Francesco di Sales dal 1815 al 1855. Libreria Ateneo Salesiano, Roma 1992.
- Claudio Russo: Come educava don Bosco. Fatti, parole, testimonianze. LDC, Torino 2008.
- G. Lemoyne – E. Ceria: Memorie Biografiche di Don Giovanni Bosco; 19 volumi. San Benigno Canavese-Torino 1898-1939.
- Giovanni Bosco: Il giovane provveduto. Salesiani, Torino 1885. (LAS, Roma 1977)
- Giovanni Bosco: Scritti pedagogici e spirituali.  (J. Borrego, P. Braido…) LAS, Roma 1987.
- Enzo Bianco – Carlo de Ambrogio: Don Bosco.  Meridiano 12, Torino 1965.
- Teresio Bosco: Don Bosco. LDC, Torino 1979.
- Catechismo di Pio X, illustrato con fatti, detti e sogni di San Giovanni Bosco. 2. izd. Istituo teologico Salesiano, Chieri 1940.

(nemško)
- Wilhelm Hünermann: Der Apostol von Turin, Johannes Don Bosco.  Tyrolia-Verlag, Innsbruck-Wien-München 1961.

(madžarsko)
- Balázs Barsi fr. OFM: Bosco szent János; Az életszentség mesterei 1. Efo kiadó, Budapest 1995.
- Ismered? Don Bosco, a fiatalok barátja. Don Bosco Kiadó, Budapest.
- Giovanni Battista Bosco: Egy tapastalat emléke. Don Bosco Kiadó, Budapest.
- Karl H. Salesny SDB: Don Bosco rövid élete . Havasi József SDB, Budapest 1991.
- István Lukács: A fiúk apostola. Prugg Verlag, Eisenstadt (Železno) 1983.
- István Lukács: Don Bosco, a csavargók barátja. Don Bosco Kiadó, Budapest 1994.
- Teresio Bosco: Don Bosco, új életrajz. Don Bosco Kiadó, Budapest 2003.
- Teresio Bosco: A szalézi Szent mondta… Don Bosco Kiadó, Budapest 2000.
- Claudio Russso: Hogyan nevelt Don Bosco? Tények, szavak, tanúságok. Don Bosco Kiadó, Budapest 2009.